# Arne Mellnäs
Arne Mellnäs (ur. 30 sierpnia 1933 w Sztokholmie, zm. 22 listopada 2002) – szwedzki kompozytor.

## Życiorys
W latach 1953–1963 uczył się w Musikhögskolan w Sztokholmie u Larsa-Erika Larssona, Karla-Birgera Blomdahla i Bo Wallnera. Kształcił się ponadto u Borisa Blachera w Berlinie (1959), Maxa Deutscha w Paryżu (1961), Györgya Ligetiego w Wiedniu (1962) i Gottfrieda Michaela Koeniga w Utrechcie (1963–1964). W 1964 roku pracował w Tape Music Cente w San Francisco. Uczył muzyki w Sztokholmie w Borgarskola (1961–1963) i Musikhögskolan (1963–1972). Od 1983 roku był przewodniczącym szwedzkiej sekcji Międzynarodowego Towarzystwa Muzyki Współczesnej. W 1984 roku został członkiem Królewskiej Akademii Muzycznej w Sztokholmie.
Otrzymał I nagrodę na Konkursie Kompozytorskim Fundacji Gaudeamus za utwór Collage (1962) oraz nagrodę im. Kurta Atterberga (1994). 

## Twórczość
W początkowym okresie swojej twórczości nawiązywał do Bartóka i Hindemitha. Na początku lat 60. XX wieku zaadaptował nowe środki kompozytorskie typowe dla awangardy zachodnioeuropejskiej, takie jak aleatoryzm i sonorystyka. Wzorował się na twórczości Györgya Ligetiego, stosując mikropolifonię.

## Wybrane kompozycje
(na podstawie materiałów źródłowych)

### Utwory orkiestrowe
- Koncert na klarnet i orkiestrę smyczkową (1957)
- Music (1959)
- Chiasmos (1961)
- Collage (1962)
- Aura (1964)
- Transparence (1972)
- Blow na orkiestrę dętą (1974)
- Moments musicaux (1977)
- Besvärjelser (1978)
- Capriccio (1978)
- symfonia Ikaros (1986)
- Passages (1989)

### Utwory kameralne
- Sonata na obój i fortepian (1957)
- Per caso na saksofon, puzon, skrzypce, kontrabas i 2 perkusistów (1963)
- Tombola na róg, puzon, gitarę elektryczną, fortepian i organy Hammonda (1963)
- Sic transit na instrument i taśmę (1964)
- Siamfoni na trąbkę, róg i puzon (1964)
- Gestes sonores na dowolny zespół instrumentów (1964)
- Quasi niente na 1–4 tria smyczkowe (1968)
- Capricorn Flakes na fortepian, klawesyn i wibrafon (1970)
- Cabrillo na klarnet, puzon, wiolonczelę i perkusję (1970)
- Ceremus na flet, klarnet, puzon, kontrabas i perkusję (1973)
- The Mummy and the Hummingbird na flet i klawesyn ad libitum (1974)
- Soliloquium IV na fagot i przetworzenia elektryczne (1976)
- Riflessioni na klarnet lub kontrabas i taśmę (1981)
- 31 Variations on C A G E na 2 fortepiany i perkusję (1982)
- Rendez-vous na 2 flety i perkusję (1983)
- Stampede na kwartet saksofonowy (1985)
- Gardens na flet, klarnet, perkusję, skrzypce, wiolonczelę i fortepian (1987)
- No roses for Madame F na kwartet saksofonowy (1991)
- Rolando furioso na skrzypce i klawesyn (1991)
- kwartet Hommages (1993)
- Estampes na róg (1995)

### Utwory chóralne
- Missa brevis (1959)
- Succsim (1964–1967)
- Dream (1970)
- Mara mara minne (1973)
- Bossa buffa (1973)
- Tio odspråk (1981)
- L’Infinito (1982)
- Kosmos (1992–1994)

### Utwory sceniczne
- opera Minibuff (1966)
- opera telewizyjna Kaleidovision (1969)
- opera kościelna Erik den helige (1975, wyst. Sztokholm 1976)
- opera Spöket på Canterville (wyst. Umeå 1981)
- opera komiczna Dans på rosor (1984)
- opera Doktor Glas (1987–1990)

### Utwory na taśmę
- Intensity 6.5 (1966)
- Conglomérat (1968)
- Kaleidovision (1969)
- Eufoni (1969)
- Far out (1970)